# Arduafrons prominoris
Arduafrons prominoris è un pesce osseo estinto, appartenente ai picnodonti. Visse nel Giurassico superiore (Kimmeridgiano/Titoniano, circa 150 milioni di anni fa) e i suoi resti fossili sono stati ritrovati in Germania.

## Descrizione
Questo pesce era di medie dimensioni, e poteva superare la lunghezza di 40 centimetri. Era dotato di un corpo tondeggiante e appiattito lateralmente, più alto che lungo. La testa era corta con una fronte alta (da qui il nome "Arduafrons") e il muso era estremamente allungato. L'apertura boccale era piccola e stretta, ma all'interno delle fauci i denti erano grandi e arrotondati. 
La parte anteriore del dorso era stretta e terminava in una sorta di spina a metà del corpo; dietro la spina era presente una pinna dorsale dalla base ampia e spostata all'indietro, piuttosto lunga e bassa. La pinna anale, praticamente speculare a quella dorsale, era più piccola. La pinna caudale non era divisa in lobi. 

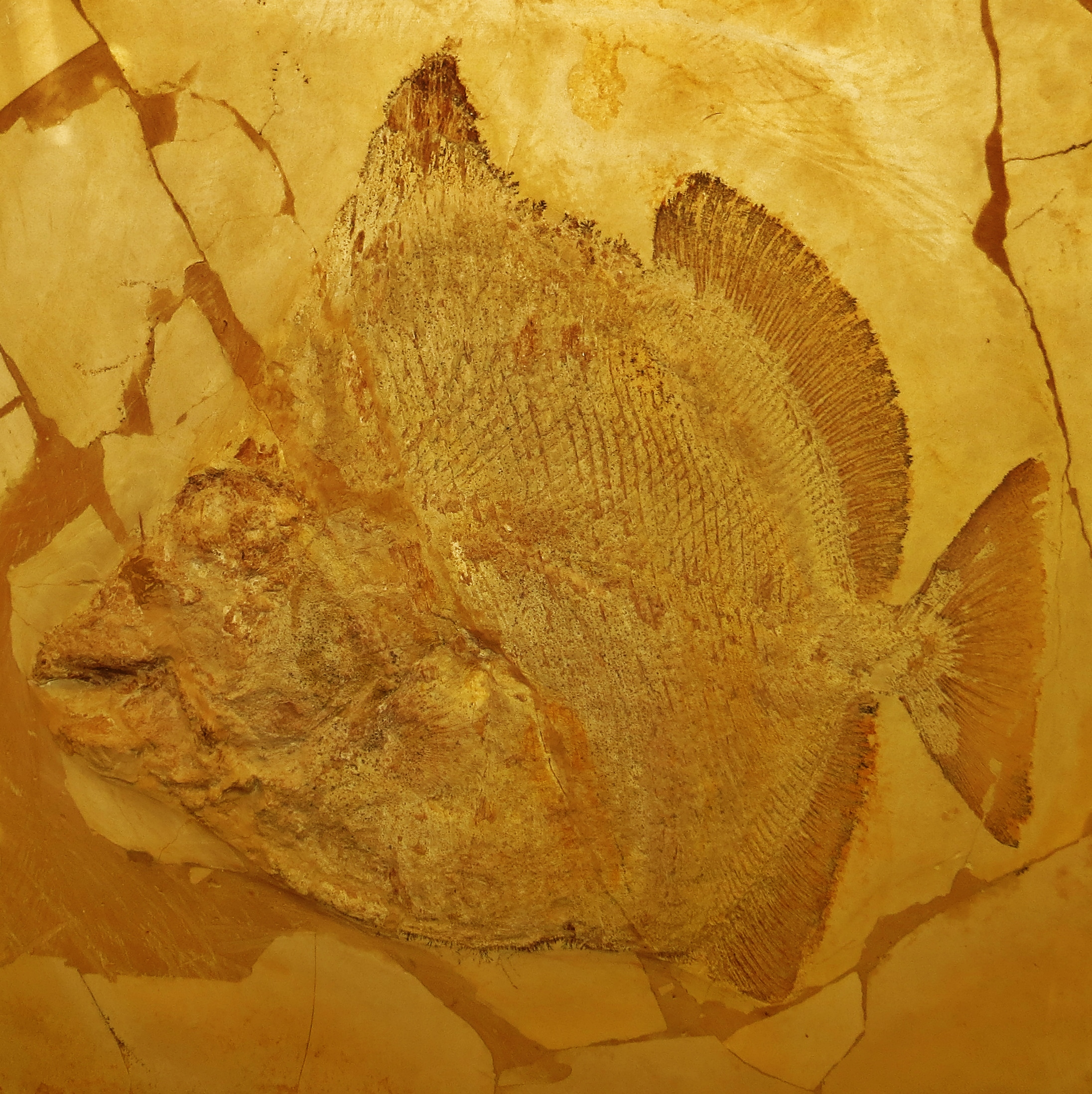
Fossile di Arduafrons prominoris

## Classificazione
Arduafrons prominoris venne descritto per la prima volta nel 1991 da Frickhinger, sulla base di fossili ritrovati nel famoso giacimento di Solnhofen in Baviera (Germania). I fossili indicano che Arduafrons era un rappresentante dei picnodonti, un grupo di pesci ossei tipici del Mesozoico e della prima parte del Cenozoico, dalla forma solitamente tondeggiante e dai denti robusti; Arduafrons, in particolare, sembrerebbe essere stato un membro insolitamente basale del gruppo nonostante la tarda apparizione, forse strettamente imparentato a Gyrodus. Brembodus e Gibbodon, due picnodonti con caratteristiche simili ma più derivati, sono molto più antichi (Triassico superiore). Secondo altre classificazioni, Arduafrons sarebbe affine a un altro picnodonte del Giurassico tedesco, Mesturus.

## Paleobiologia
Arduafrons, come tutti i picnodonti, era un animale durofago; viveva in una laguna dalle acque calme e dal clima mite. 